# Urothemis thomasi
Urothemis thomasi és una espècie d'odonat anisòpter pertanyent a la família Libellulidae.

## Hàbitat
Viu als rius, uadis, oasis i fonts d'aigua dolça.

## Distribució geogràfica
Es troba a Oman el sud-est de l'Aràbia Saudita i, possiblement també, Somàlia.

## Estat de conservació
Està amenaçada d'extinció a causa de la pèrdua del seu hàbitat a causa de l'ús de l'aigua pels ésser humans (drenatges, regs, contaminació, etc.), el canvi climàtic i la sequera.